# Hegisplatz (Chur)

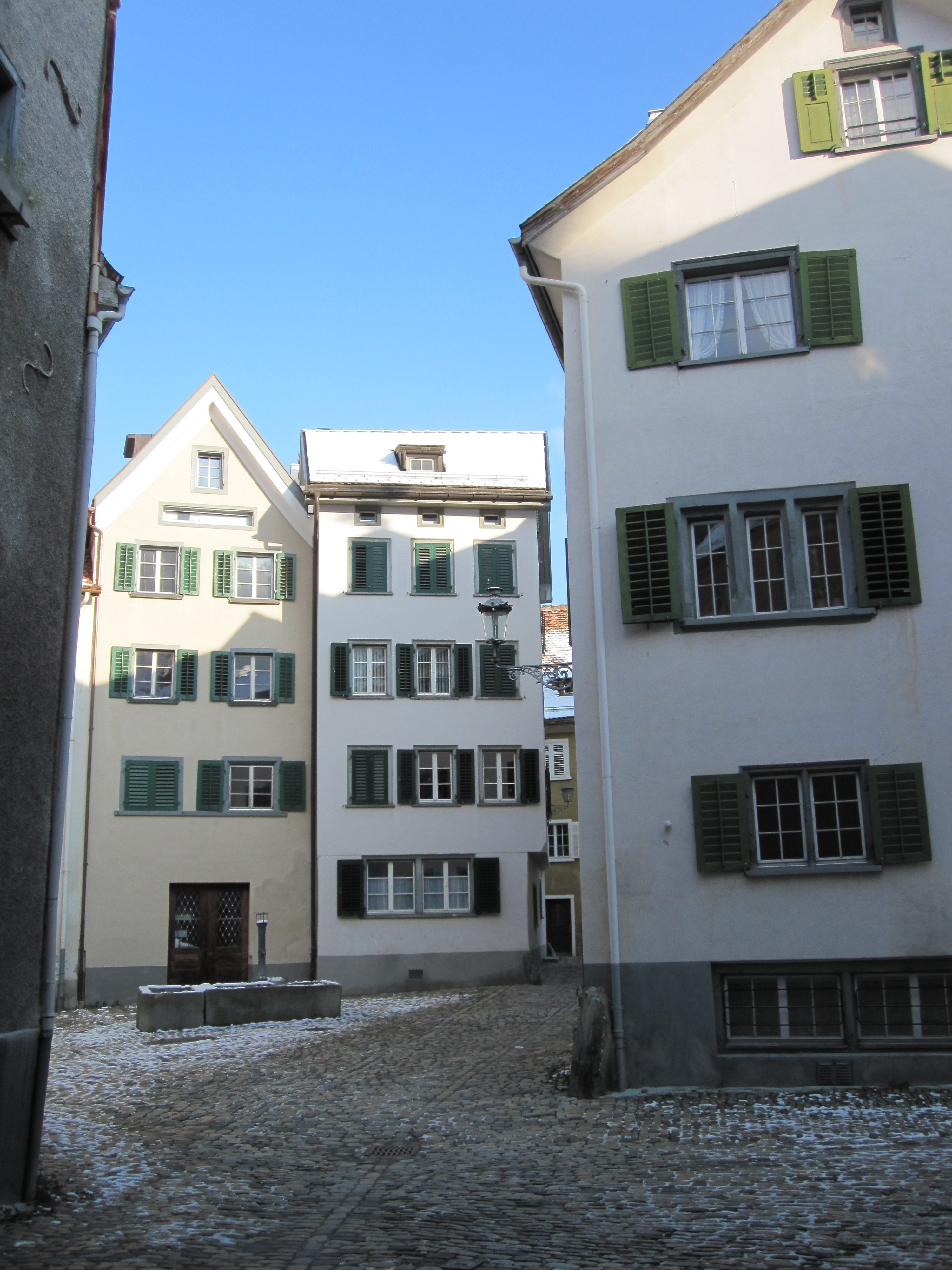
Der Hegisplatz in Chur

Der Hegisplatz ist ein öffentlich zugänglicher, dem Langsamverkehr vorbehaltener Platz in der Bündner Kantonshauptstadt Chur.
Der Hegisplatz liegt im Osten der Altstadt und ist umgeben von mehreren historisch bedeutsamen Gebäuden:
- Das Hegishaus geht zurück auf die namensgebende Familie Hegi aus Zürich, die im 16. und 17. Jahrhundert das Haus bewohnte.
- Das Rote Haus ist ein Barockgebäude von 1637.
- Das Zunfthaus der Schuhmacher weist einen Turm von 1510 auf, nach dem der Platz früher auch hiess: Platz zum nüwen Turm.
- Das Haus zum Meerhafen ist einer der ersten Neubauten nach dem verheerenden Stadtbrand von 1464; die Herkunft des eigentümlichen Namens lässt sich nicht mehr erklären.

## Galerie

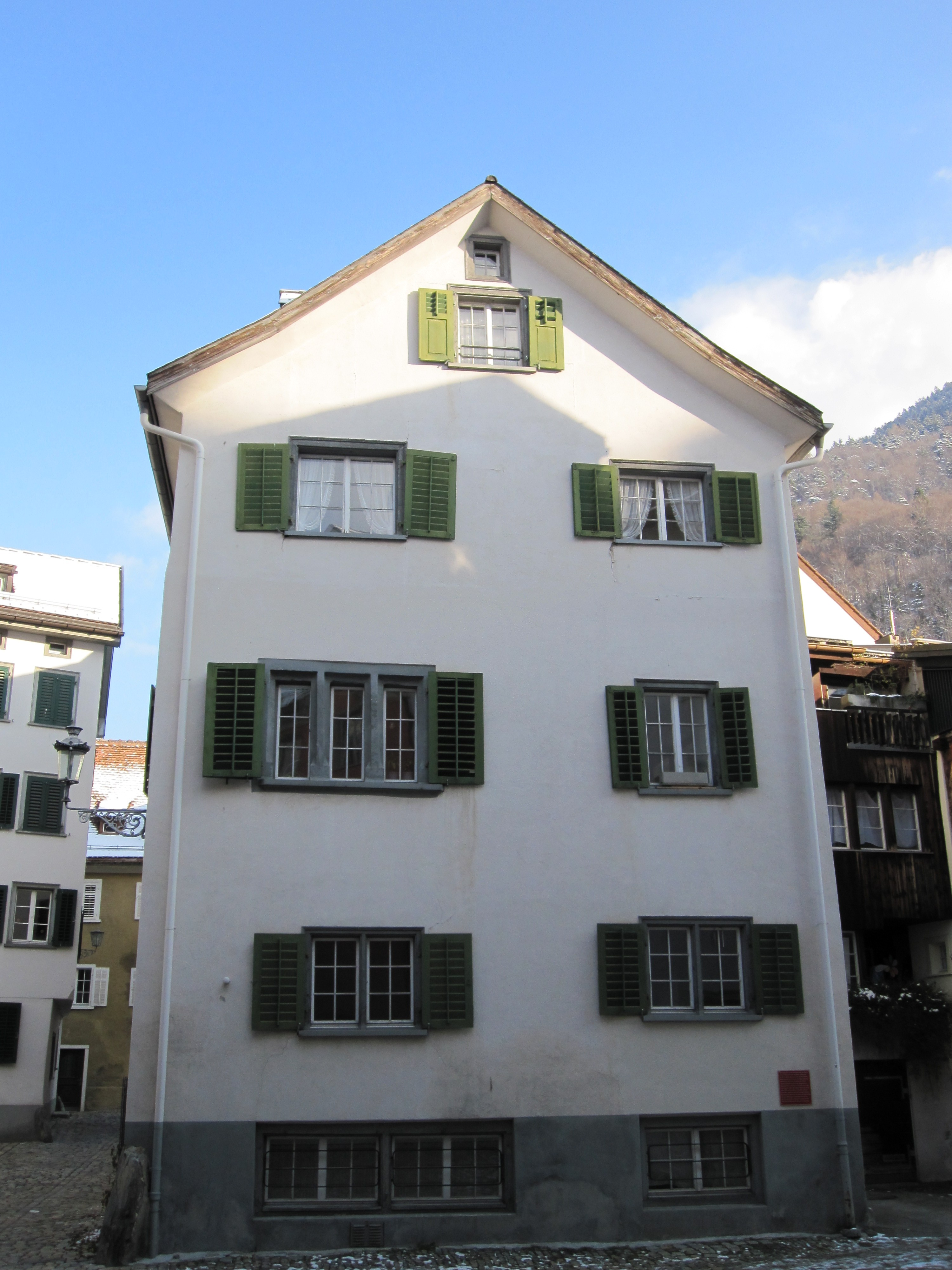
Das Hegishaus am Hegisplatz
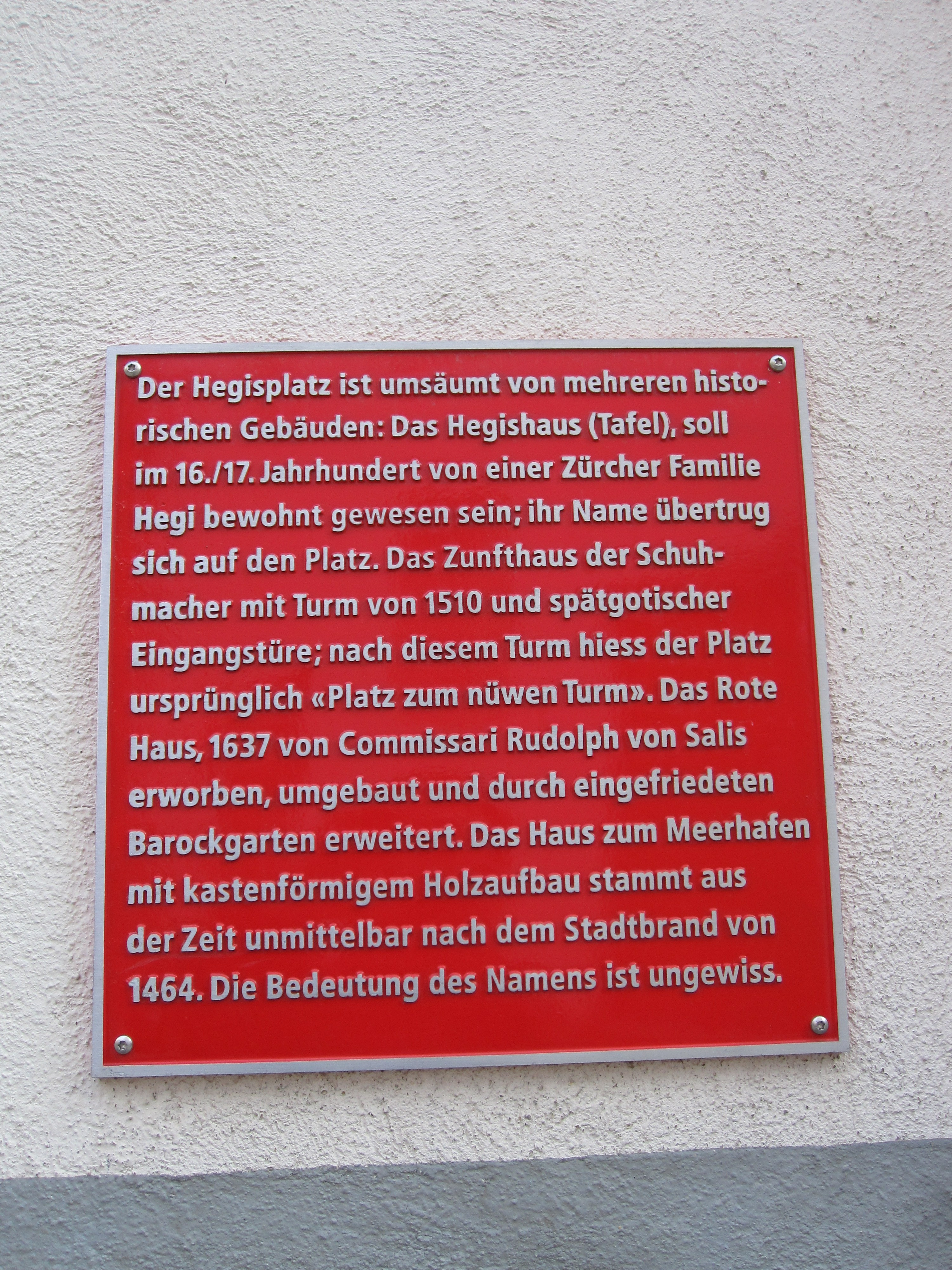
Informationstafel am Hegishaus